# Carlini kutatóállomás
A Carlini kutatóállomás (spanyolul: Base Carlini, korábbi nevén Jubany) Argentínához tartozó kutatóállomás az Antarktiszon. Argentína a Tűzföld tartomány Antártida Argentína megyéjéhez tartozónak tekinti. Főként biológiai jellegű kutatások folynak itt.

## Földrajz
A Déli-Shetland-szigetekhez tartozó György király-sziget (vagy Május 25-sziget) délnyugati részén található Potter-öböl déli partján fekszik. A térség magaslatai általában nem haladják meg a 60 méteres magasságot, kivétel a jellegzetes alakú, 190 méter magas Három Testvér (Tres Hermanos) nevű szikla. Ennek közelében egy kisebb tó is található, amelyből a nyári időszakban egy patak ered. A patak vízhozama a másodpercenkénti egy köbmétert is meghaladhatja, ha a levegő 5 °C fölé melegszik. Több évtizeddel ezelőtt egy duzzasztóművet is építettek rá, vizét ivóvízként hasznosítják.
Az állomáson a főépületen kívül megtalálhatók még a személyzet házai, egy meteorológiai állomás, két laboratórium (LAJUB, Dallmann), egy tároló, egy vészhelyzet esetén használható ház, egészségügyi ápolóhelyiség, rádióállomás, áramgenerátor, raktár, garázs, fészer, fagyasztókamra, szemétégető, helikopterleszálló és földrengésmérő állomás is.

## Története
A helyszínen az 1953–1954-es Argentin Nyári Antarktisz-kampány során, 1953. november 21-én hozták létre az első bázist, amely ekkor a vele szomszédos Potter-öböl neve alapján a Potter nevet kapta, majd később felvette a Potter-öböl Légi-tengeri Állomás hivatalos nevet. Első személyzete három főből állt, vezetőjük Julio Tartara volt. A kampányban Grumman Goose típusú kétéltű repülőkkel részt vevő pilóták javasolták, hogy az állomást az 1948. szeptember 14-én szolgálatteljesítés közben elhunyt José Jubany emlékére nevezzék el, így amikor a következő évi kampányban újabb épületeket emeltek az öböl partján, a létesítmény a Jubany hadnagy nevet kapta. Első vezetője D. González Abadia volt.
Az 1957–1958-as kampányban az Argentin Antarktisz Intézet két tudóscsoportja folytatott geológiai felméréseket a térségben, miközben kőzettani és paleontológiai mintákat gyűjtöttek, és tanulmányozták a partvidék különböző rétegeit, hogy következtetéseket vonhassanak le a terület süllyedésével vagy emelkedésével kapcsolatban. Az első csoportot Otto Schneider geofizikus, a másodikat Osvaldo C. Schauer geológus vezette.
Az épületegyüttes 1982-ben került az Argentin Antarktisz Intézethez, ekkor nevezték el Jubany kutatóállomásnak. Felavatására 1982. február 12-én került sor. 1994. január 20-án nyitották meg a bázison az Alfred Wegener Intézet nemzetközi laboratóriumát, amely 250 m²-es területen működik. Építményeit Buenos Airesben gyártották, majd darabjaira szedve szállították a helyszínre, ahol ismét összerakták. Ugyancsak 1994-ben nyílt meg a helyszínen a LAJUB nevű laboratórium is, ahol az olasz IFAR légköri fizikai intézettel együttműködve valósulnak meg kutatások.
A kutatóállomás a Carlini nevet 2012. március 5-én vette fel Alejandro Ricardo Carlini kutató tiszteletére.

## Élővilág
A térség növényzetének 80%-át egyetlen zuzmó, a Neuropogon melaxanthum alkotja, emellett a védettebb, nedves helyeken egyéb zuzmók, mohák és perjefélék is előfordulnak, sőt, még egy szegfűféle is, a felemásvirágú szegfű. A tenger által kisodort algák helyenként akár egy méternyi vastag szőnyeget is alkothatnak a parton, ennek fő faja a Phyllogigas grandifolius.
A madarak közül a legjellemzőbbek a szamárpingvin, az Adélie-pingvin, az állszíjas pingvin, a déli óriáshojsza, a Wilson-viharfecske, a kékszemű kárókatona, a déli sirály, a falklandi tokoscsőrű, valamint a halfarkasfélék. Az emlősök közül az elefántfóka a leggyakoribb, de előfordul a térségben a leopárdfóka, a Weddell-fóka, a rákevő fóka és az antarktiszi medvefóka is. A vizekben sok a hal, köztük a Notothenia neglecta, a Notothenia rossii, a Trematomus hansoni és a Trematomus bernacchii.

## Képek

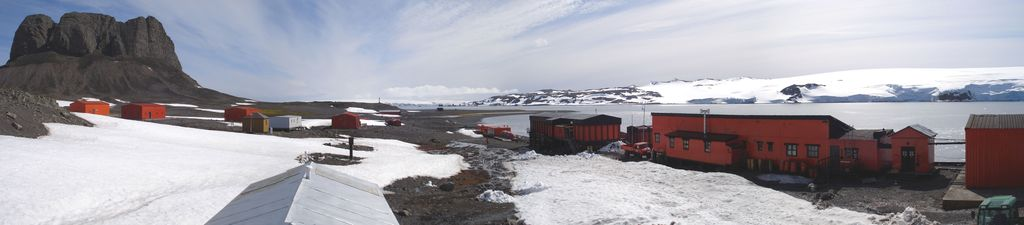
Panorámakép
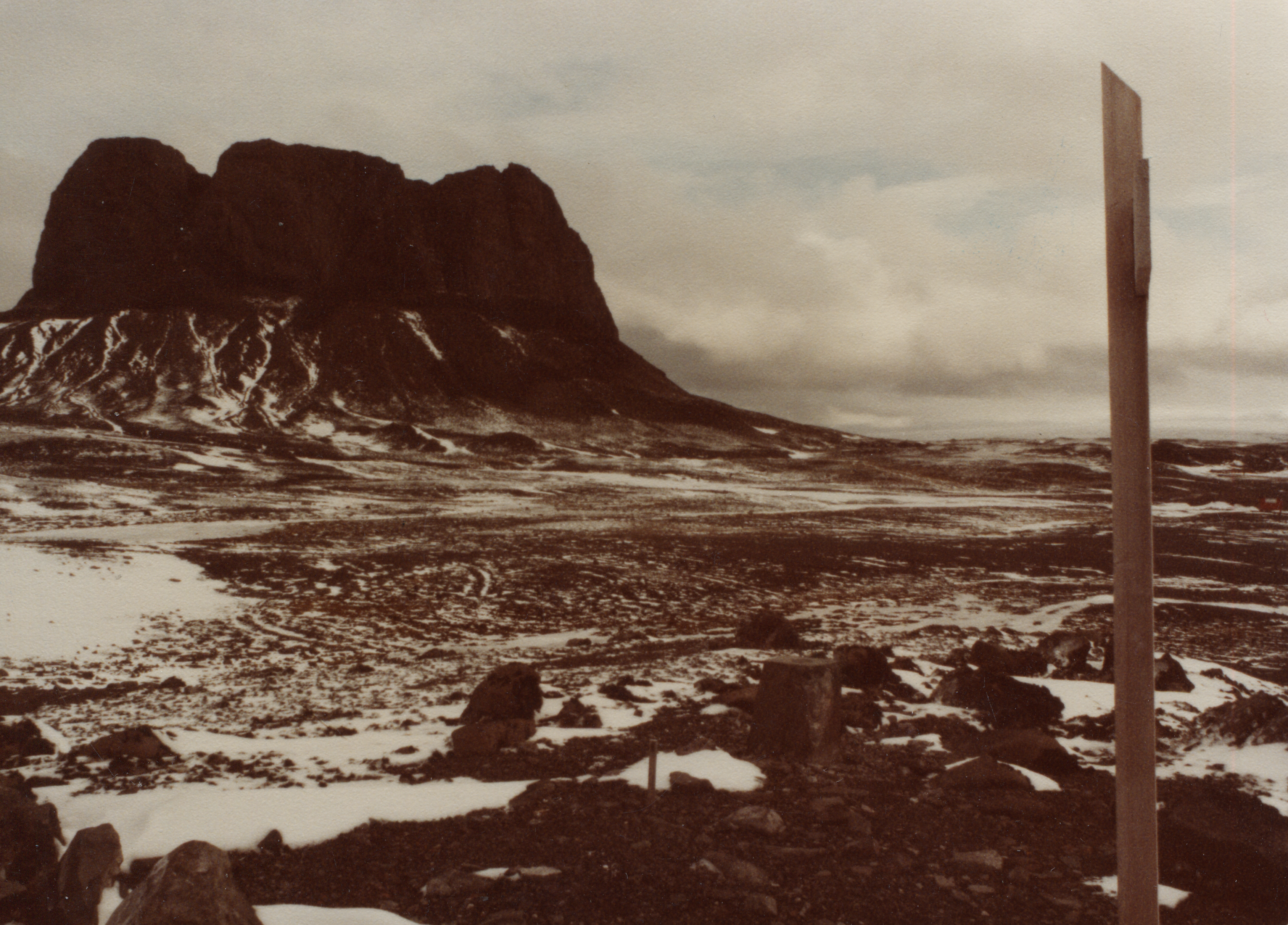
A Három Testvér nevű csúcs a bázis mellett
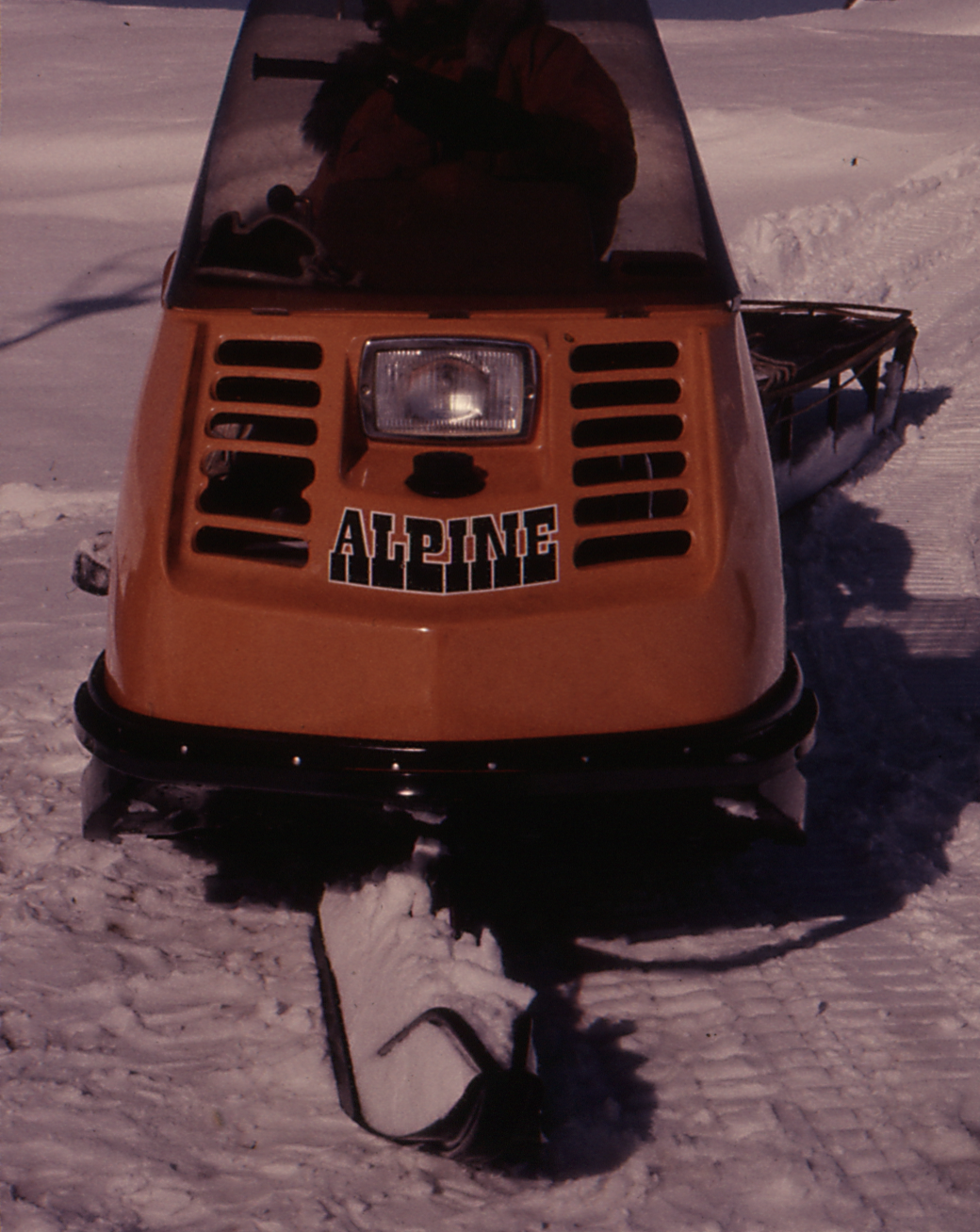
Az állomáshoz tartozó egyik jármű (1985)
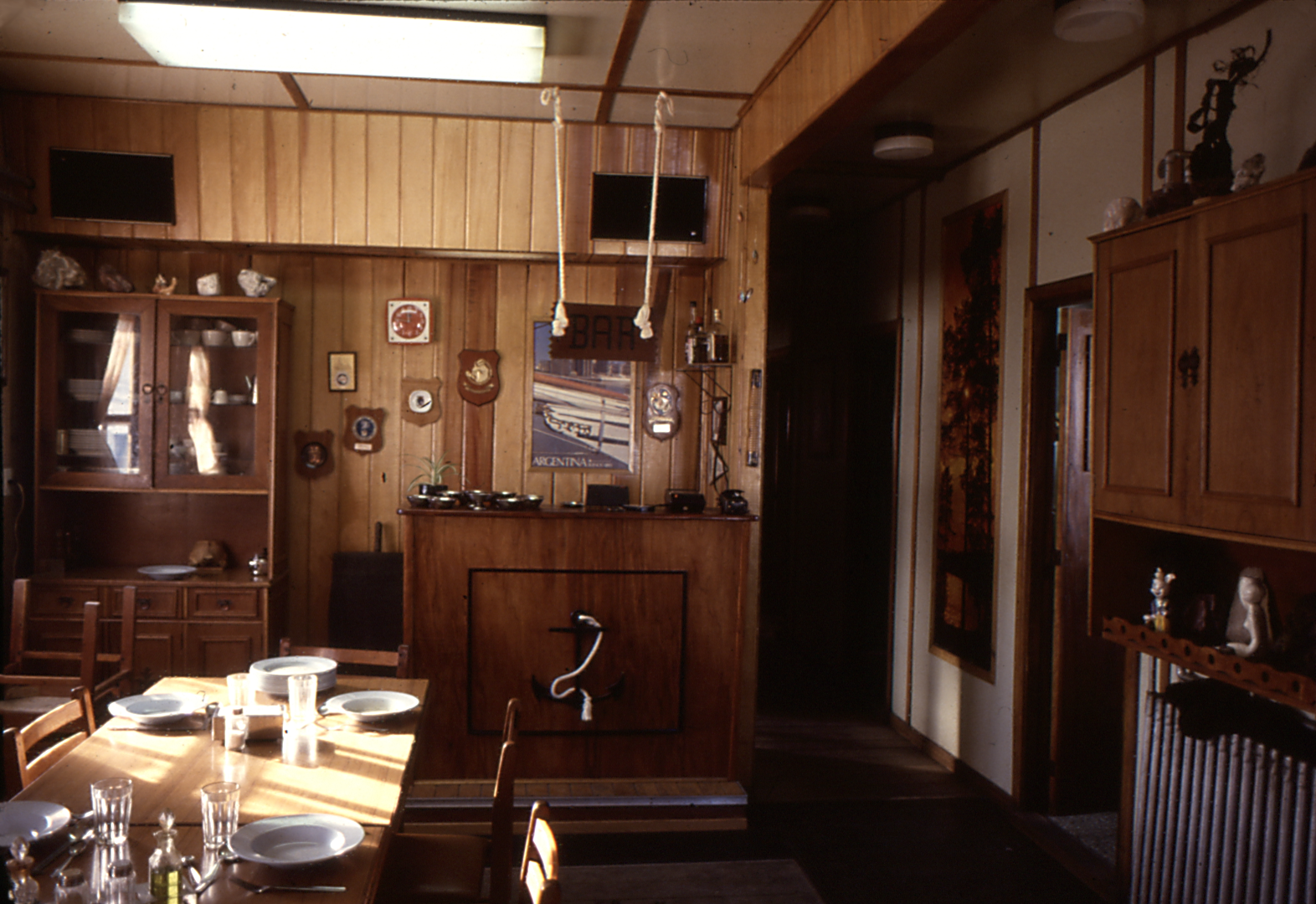
Az étkező belseje 1984-ben
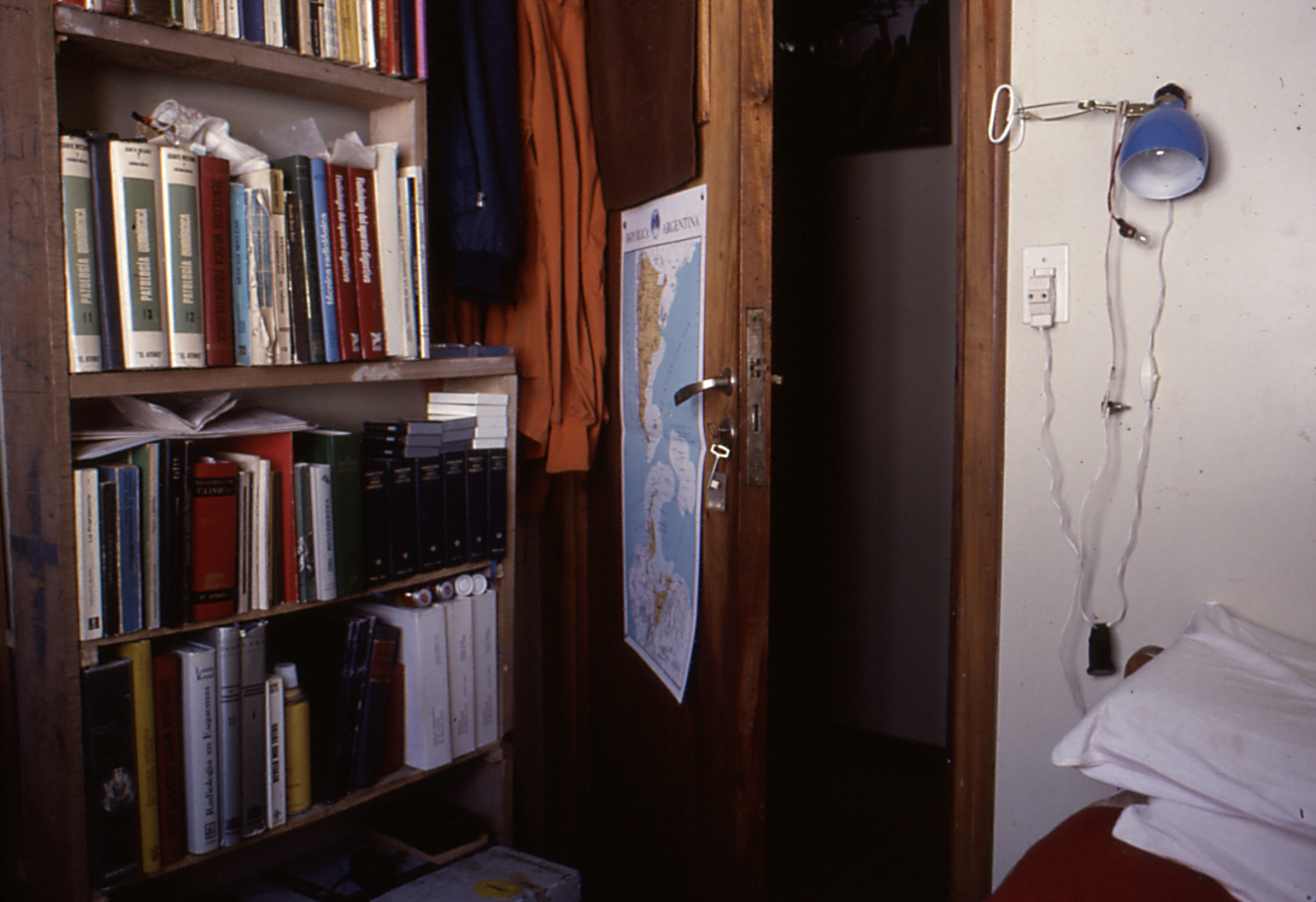
Egy lakószoba belseje 1984-ben